# 板屋インターチェンジ
板屋インターチェンジ（いたやインターチェンジ）は、三重県亀山市加太板屋にある名阪国道のインターチェンジである。

## 概要
亀山市加太地区の中心部にアクセスする場合の最寄りICであるが、加太駅（JR関西本線）は向井ICのほうが近い。

## 道路
- E25 名阪国道（5番）

## 周辺

### 施設など
- 亀山市立加太小学校
- 亀山市立加太保育園
- JA鈴鹿 加太出張所

### 道路
- 国道25号
- 三重県道668号関大山田線

### バス路線
インター付近を走行する国道25号にバス停がある。なお、記載した路線は名阪国道を経由しない。
加太保育園
亀山市コミュニティバス
- 加太地区福祉バス：中在家車庫 行、加太駅前 行、関支所前 行（※関支所前 行は1日1便のみ運行）

## 隣
E25 名阪国道
(4) 向井IC - (5) 板屋IC - (6) 南在家IC